# 矮山戰役
矮山戰役（英語：Battle of Short Hills），又稱梅塔欽聚會廳戰役（英語：Battle of Metuchen Meeting House），是美國獨立戰爭於1777年的一場戰役，發生於今日新澤西州史考區平原。
1777年6月，北美英軍總司令威廉·何奧爵士正在部署進攻美國首都費城，但他同時嘗試引誘喬治·華盛頓前來決戰。6月11日，何奧率領大軍向森麻實縣府推進，然後佯裝撤回安博伊。雖然華盛頓謹慎追擊，但何奧仍然有機可乘。6月26日，何奧突襲大陸軍的左翼部隊，並將斯特靈勳爵擊退。華盛頓聞訊後隨即撤回米德溪營地，雙方又再陷入僵持。何奧最終在7月經海路前往進攻費城。

## 背景

英美雙方在矮山戰役前的行軍圖。何奧在6月14日至18日率軍西進，嘗試引誘華盛頓從米德溪營地出迎，但華盛頓只派出民兵狙擊滋擾英軍。19日何奧撤回不倫瑞克，再於22日撤回安博伊，終於將大陸軍引出山脈。25日何奧派出兩路英軍，夾攻大陸軍左翼、斯特靈勳爵的部隊。

1777年4月，查爾斯·康沃利斯突襲邦德溪的大陸軍前哨，引發邦德溪戰役。戰後，喬治·華盛頓估計北美英軍總司令威廉·何奧爵士將會率領大軍前來進攻，而把大陸軍基地轉移到邦德溪以北、位於華昌山脈的米德溪營地。何奧當時正部署進攻費城，但他正在等待英國運送的補給及援兵，而要到6月初才開始行動。在這兩個月之間，英美雙方繼續伏擊對方巡哨。
1777年6月11日，何奧終於率軍離開斯塔滕島、安博伊及不倫瑞克市一帶的基地。當時何奧已經決定由海路進攻費城，但英軍仍在準備運輸艦艇。在此空檔時間，何奧便打算引誘華盛頓到開闊地與英軍決戰，以加快平叛進度。6月12日，何奧的17,000人大軍分成兩路：康沃利斯的部隊投放到不倫瑞克外圍，而利奧波德·菲力·馮·海斯特則往西向森麻實縣府推進。出於保密，何奧並未將行動目標告知其他英軍軍官，使到各人只能猜測何奧的動機。
另一方面，華盛頓在華昌山脈看到英軍向西行軍。雖然華盛頓的部隊在5月已經擴充至8,000多人，但大部分都是民兵部隊，無法與英軍直接抗衡，在戰略上非常被動。當時何奧的大軍威脅到駐守於普林斯頓的約翰·沙利文部隊，大有一舉向南橫渡特拉華河之勢。故此，華盛頓先派丹尼爾·摩根的民兵狙擊滋擾英軍，拖慢英軍速度，而自己則留守華昌山脈。華盛頓同時將沙利文的部隊暫時撤回特倫頓一帶，並命令湯馬士·密夫林徵用特拉華河所有的渡河艦艇，以備何奧向南突進。大陸議會也向新澤西州徵召更多民兵戒備。

## 前奏
6月14日，何奧的英軍在摩根及新澤西民兵持續滋擾下，終於抵達森麻實縣府一帶。何奧發現華盛頓在山上的防線難以進攻，故此先在森麻實及米德布殊一帶紮營，並建造防禦工事。由於英美雙方的軍官都以為何奧會向南推進，紮營的決定令到雙方都大惑不解。6月14日至18日，大陸軍和民兵繼續狙擊英軍，反而令到何奧的處境非常尷尬。何奧先派部隊護送補給物資回到不倫瑞克，製造輕裝突襲費城的假象，但華盛頓仍然拒絕出迎。6月19日，何奧下令士兵急行軍返回不倫瑞克，繼續引誘華盛頓出動主力。
華盛頓得悉何奧後退，即派沙利文、威廉·麥斯威爾、彌敦內爾·格連、摩根及安東尼·韋恩的部隊從後跟踪。摩根、格連、韋恩及沙利文四人的部隊，在6月22日早上追上英軍。何奧當時已經下令英軍撤出不倫瑞克，而大軍正在向安博伊回師，雙方隨即在市郊猛烈交火。英軍起初且戰且走，但何奧後來親率兩個步兵軍團回頭迎擊，終於將摩根等人擊退，雙方各自有超過數十人傷亡。當晚英軍集中到安博伊駐紮，而大陸軍則進駐不倫瑞克。
6月23日，何奧終於將華盛頓的主力引出。當日早上，大陸軍偵察安博伊的英軍陣線，發現英軍防線鞏固，又搭起通往斯塔滕島的浮橋。華盛頓雖然擔心何奧會切斷大陸軍退路，但他仍向東前進，到奎寶鎮紮營。當時斯特靈勳爵的2,500人佈置於大陸軍的左翼，並且在梅塔欽聚會廳（Metuchen Meeting House）的矮山駐守。該處矮山位於梅塔欽的北方、今日史考區平原一帶，更為接近安博伊的英軍基地，使到何奧有機可乘。

## 戰事經過
6月25日晚，何奧率領11,000人兵分兩路，向斯特靈勳爵發起鉗型攻勢。他派康沃利斯率領右翼，經板橋鎮向北進攻；約翰·沃爾根少將率領左翼，嘗試從般咸鎮封鎖大陸軍退路。何奧本人則隨同沃爾根部隊出征。
6月26日上午6時，康沃利斯的黑森先鋒遭遇斯特靈勳爵的哨兵，雙方短暫交火。隨後康沃利斯與沃爾根繼續推進，但斯特靈勳爵卻沒有即時撤退，反而嘗試稍作抵抗。8時後英軍由正面及左翼攻山，並嘗試從右翼切斷大陸軍退路，終於迫使斯特靈勳爵向北方撤退。華盛頓得悉戰況後，即下令士兵撤回華昌山脈。英軍曾經追擊斯特靈勳爵，但由於天氣炎熱，士兵抵達西野鎮時已經虛耗體力，最終只能就地紮營，戰鬥就此結束。根據英軍第49步兵軍團的估計，英軍有5人死亡，30人受傷，並且擊殺63名大陸軍士兵，擊傷及俘虜200餘人。雙方的實際死傷可能為各100餘人。
6月26日至28日，英軍在羅威鎮一帶搜掠民居，然後撤回安博伊，期間華盛頓繼續派出民兵前往狙擊滋擾。6月30日，何奧將新澤西州所有英軍撤回斯塔滕島及紐約市，大陸軍又再控制新澤西州全境。

## 後續影響
矮山戰役是英國在新澤西州最後一次大規模軍事行動。何奧在7月初開始把士兵及物資運上軍艦，最終在7月23日啟程出海，向南駛往特拉華河河口（後來改為切薩皮克灣），從西面進攻費城。此後到1783年，效忠派與革命派繼續在新澤西州互相攻擊，偶爾亦有英軍和大陸軍參與其中，但對整體戰局影響不大。
大陸軍雖然在矮山戰役後重新控制新澤西州，但卻無從得悉何奧的軍隊去向。當時約翰·伯戈因已經率軍由加拿大南下，並且在7月6日攻佔提康德羅加堡，薩拉托加戰役就此展開。華盛頓為防何奧與伯戈因會師，故此一直留在新澤西州一帶換防。要到8月21日，華盛頓才確定何奧已經率兵南下，才趕回賓夕法尼亞州。